# Batu Licin Airport
Batu Licin Airport är en flygplats i Indonesien.   Den ligger i provinsen Kalimantan Selatan, i den västra delen av landet, 1 100 km öster om huvudstaden Jakarta. Batu Licin Airport ligger 9 meter över havet.
Terrängen runt Batu Licin Airport är platt. Havet är nära Batu Licin Airport österut. Runt Batu Licin Airport är det ganska glesbefolkat, med 34 invånare per kvadratkilometer.